# Bulgaarse euromunten

Bulgaarse 1 euromunt

De Bulgaarse euromunten zullen vanaf 1 januari 2026 de Bulgaarse lev vervangen. Op 16 november 2023 werden de ontwerpen definitief vastgelegd. Op 8 juli 2025 zetten de Europese ministers het licht op groen voor de invoering van de euro. De munten dragen op de nationale zijde het woord ‘БЪЛГАРИЯ’ (Bulgarije in het Cyrillisch), het woord евро (euro) op de munten van 1 en 2 euro, стотинка (cent, stotinka) op de munt van 1 cent en стотинки (centen, stotinki) op de andere centmunten. De drie ontwerpen zijn dezelfde als op de laatste serie munten van de Bulgaarse lev sinds 1999 (ruiter van Madara, Heilige Johannes van Rila en Heilige Paisius van Hilendar).

## Munten
| Beschrijving Bulgaarse euromunten \| Keerzijde | Beschrijving Bulgaarse euromunten \| Keerzijde   | Beschrijving Bulgaarse euromunten \| Keerzijde                    | Beschrijving Bulgaarse euromunten \| Keerzijde | Beschrijving Bulgaarse euromunten \| Keerzijde |
| ---------------------------------------------- | ------------------------------------------------ | ----------------------------------------------------------------- | ---------------------------------------------- | ---------------------------------------------- |
| Denominatie                                    | Ontwerp                                          | Speciale details                                                  | Ontwerper(s)                                   | Afbeelding                                     |
| 0,01 €, 0,02 €, 0,05 €, 0,10 €, 0,20 €, 0,50 € | ruiter van Madara                                | -                                                                 |                                                |                                                |
| 1,00 €                                         | Heilige Johannes van Rila (Ivan Rilski)          | -                                                                 |                                                |                                                |
| 2,00 €                                         | Heilige Paisius van Hilendar (Paisy Hilendarski) | Randinscriptie: БОЖЕ, ПАЗИ БЪЛГАРИЯ (God bescherme Bulgarije), 2x |                                                |                                                |